# شهرستان یاش
شهرستان یاش (به رومانیایی: Județul Iași) یک شهرستان (județ) در رومانی است. مردم یاسی (مجاری: Jász) گروهی از اقوام ایرانی‌تبار هستند که از اوایل قرون وسطی از ناحیه قفقاز به سمت مجارستان و رومانی مهاجرت نموده‌اند. این مردم آسی‌تبار که در گذشته به گویش یاسی از زبان آسی سخن می‌گفتند، نسب خود را سکاها می‌رسانند. 

## خصوصیات
شهرستان یاش ۷۷۲٬۳۴۸ نفر جمعیت دارد.